# Monochamus bialbomaculatus
Monochamus bialbomaculatus là một loài bọ cánh cứng trong họ Cerambycidae.